# Shahrestān-e Ravānsar
Shahrestān-e Ravānsar (persiska: شهرستان روانسر, روانسر) är en delprovins (shahrestan) i Iran.   Den ligger i provinsen Kermanshah, i den nordvästra delen av landet, 400 km väster om huvudstaden Teheran.
Delprovinsen hade 47 657 invånare 2016.